# Eiko Duke-Soei
Eiko Duke-Soei, sist folkbokförd Ei Duke, född 12 december 1925, Tomie, Gotoöarna i södra Japan, död 29 januari 2024 i Maria Magdalena distrikt i Stockholm, var en japansk-svensk översättare och författare samt teceremonimästare i Urasenke-traditionen.

## Biografi
Eiko Duke-Soei var dotter till rektorn Fusata Torisu och läraren Fuji. Familjen flyttade snart till Nagasaki där Eiko växte upp. Efter andra världskriget fick Eiko anställning som chefssekreterare på varuhuset Mitsukoshi. Hon kom till Sverige i början av 1960-talet, genom Tore Wretman.
Hon gifte sig så småningom med Christer Duke och blev mor till Yukiko Duke. Makarna var initiativtagare till Japanska Thesällskapet Urasenke Dokokai, Sverige. Temästaren Eiko Duke Soei fick av teceremoniskolan Urasenkes stormästare i Kyoto och av Etnografiska museets chef uppdraget att skapa en levande och inspirerande verksamhet i det japanska tehuset Zui-Ki-Tei i Stockholm. Hon ledde teceremonierna i Zui-Ki-Tei under ett tjugotal år och var lärande temästare till 2014.
År 2001 nominerades hennes och dottern Yukiko Dukes Mikaku: den japanska kokboken, till Augustpriset i kategorin fackböcker; den är en bred bok om japansk kultur och om japanska tankesätt och traditioner. Tillsammans med dottern har hon också översatt japansk skönlitteratur av bland andra Haruki Murakami, Kenzaburo Oe, Yoko Ono och Taichi Yamada.
År 2008 fick Eiko Duke-Soei den japanska utrikesministerns utmärkelse "Commendation for 2008" för sitt arbete med att introducera japansk kultur i Sverige.